# Jordan de l'Isla de Venessi
Jordan de l'Isla de Venessi o de Venaissi (fl. XIII secolo) è stato un trovatore minore  provenzale, attivo nel terzo quarto del XIII secolo, originario probabilmente de L'Isle-sur-Sorgue (e comunque proveniente da una regione che comprende Provenza, Delfinato, Viennese e Valentinese).
È l'autore convenzionale della decasillabica canso (Longa sazon ai estat vas Amor), benché venga attribuita in diversi canzonieri a sette altri autori (Gaucelm Faidit, Peire de Maensac, Peire Raimon de Tolosa, Pons de Capduelh, Rostaing de Mergas). Jordan è probabilmente lo stesso Escudier de la Ylha (scudiero dell'isola) segnalato ugualmente come il suo autore nel manoscritto R. La Longa sazon ai estat vas Amor forma la base, in pratica una sua traduzione, della poesia italiana, di Jacopo Mostacci, "Umile core e fino e amoroso".
          Longa sazon ai estat vas Amor

          humils e francs, et ay fach son coman

          en tot quant puec; quez anc per nulh afan

          qu’ieu en sufris ni per nulla dolor,

          de leis amar non parti mon corage

          a cui m’era rendutz de bon talen,

          entro conuc en leis un fol usage

          de que·m dechai e m’a camjat mon sen.

          [...]